# Dirphia castanea
Dirphia castanea är en fjärilsart som beskrevs av Eugène Louis Bouvier 1930. Dirphia castanea ingår i släktet Dirphia och familjen påfågelsspinnare. Inga underarter finns listade i Catalogue of Life.